# 红十月农村居民点 (阿列克谢耶夫斯卡亚区)
红十月农村居民点（俄语：Краснооктябрьское сельское поселение）是俄罗斯联邦伏尔加格勒州阿列克谢耶夫斯卡亚区所属的一个农村居民点。其下辖有7个居民点，行政中心为红十月镇。据2016年统计，该农村居民点的人口为856人。